# Carex pansa
Carex pansa är en halvgräsart som beskrevs av Liberty Hyde Bailey. Carex pansa ingår i släktet starrar, och familjen halvgräs. Inga underarter finns listade i Catalogue of Life.

## Bildgalleri

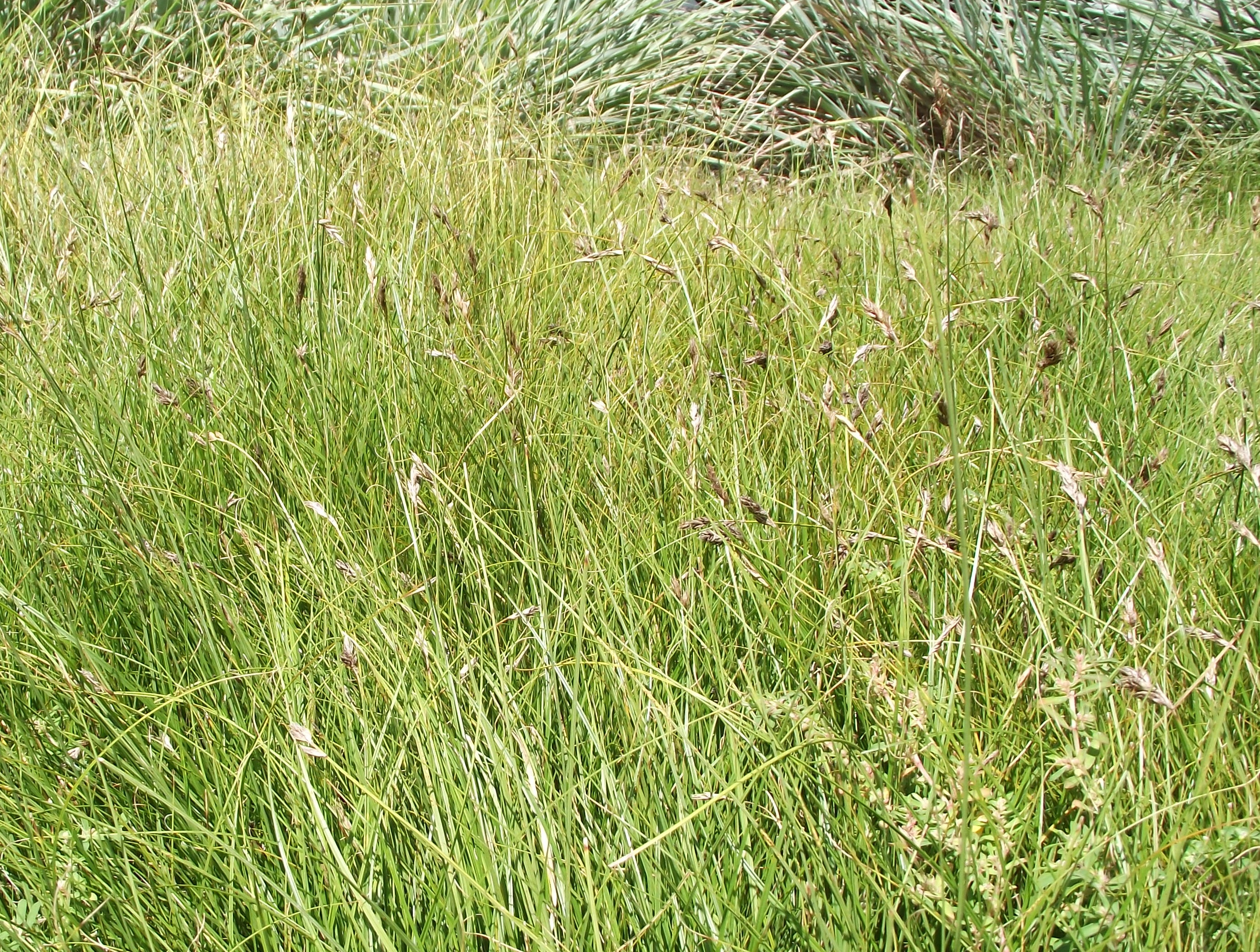
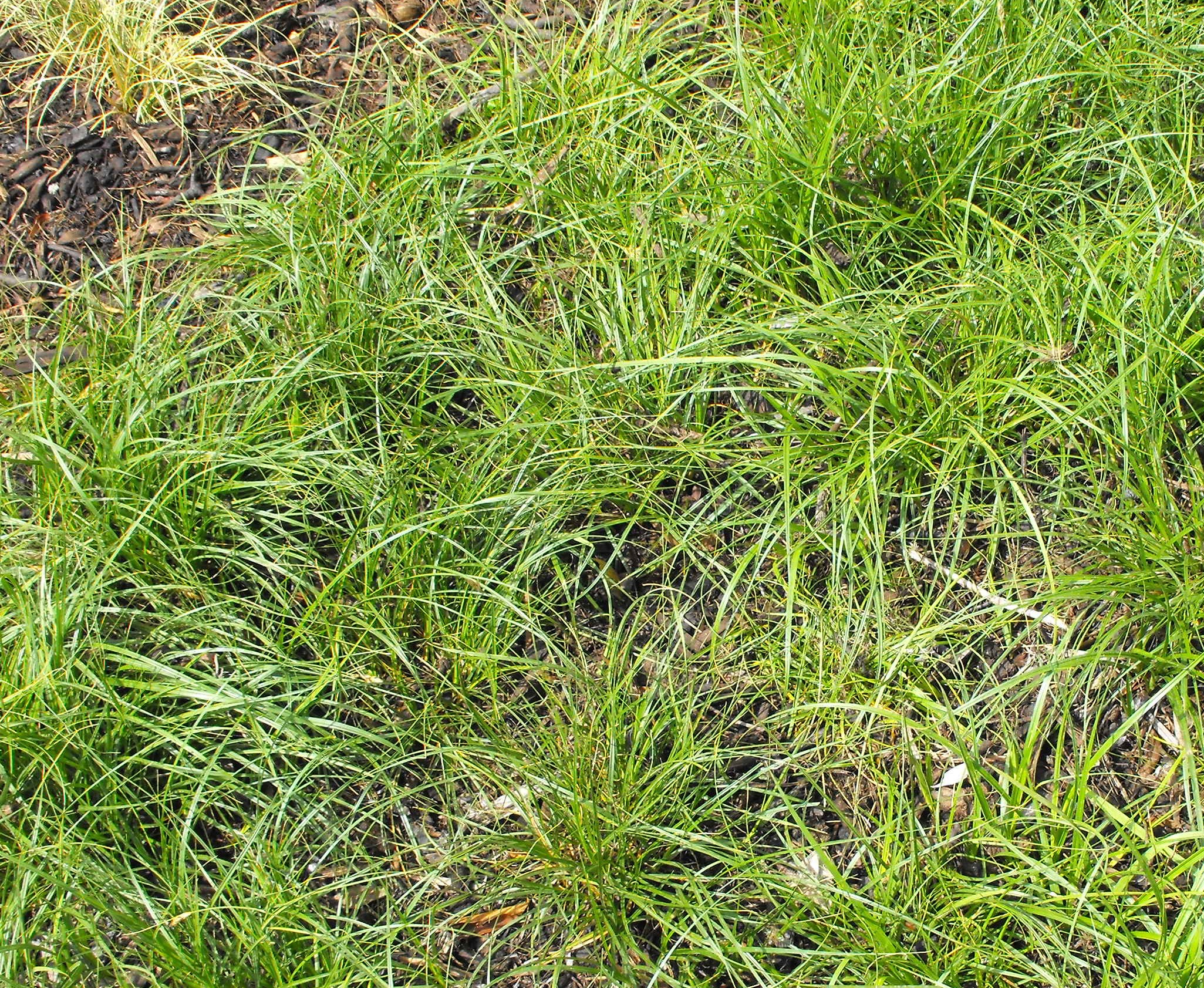